# Карић
Карић је презиме јужнословенског порекла.
Значајни људи са овим презименом су:
- Амир Карић (рођен 1973), словеначки фудбалер босанског порекла
- Ана Карић (1941–2014), хрватска глумица
- Бењамина Карић (1991), босанскохерцеговачки политичар
- Богољуб Карић (1954), српски привредник и политичар
- Велимир Карић (1859–1946), српски револуционар
- Владимир Карић (1848-1894), српски географ, педагог, публициста и дипломата
- Миланка Карић (1957), српска политичарка, супруга Богољуба Карића